# 建成路
建成路為臺灣臺中市的重要道路之一，大致呈弧狀，不分段。全線配置雙向四車道，中央並設置綠化分隔島。北接進化路，向南穿越台鐵台中線後，並漸往西南行；過仁和路口後向西行至五權南路後，連接南平路。其中從進化路至國光路口為台3線之一部分。
南平路為臺中市建成路至復興路之間的聯絡道路，呈東北至西南向，不分段。道路配置與建成路相同。東接續建成路，西連省道台一乙線復興路。

## 行經行政區域
（由東至西）
- 東區
- 南區

## 本道路客運
- 東南客運：7
- 統聯客運：18、73
- 中台灣客運：20
- 台中客運：35
- 豐原客運：51、280、286、288、289
- 彰化客運：52

## 沿線設施
（由北至西）
（往北接進化路）
建成路
- 中國醫藥大學附設醫院臺中東區分院

台鐵台中線
- 祖聖公園

東光路
- 東光園道
- 旱溪老街（樂成宮）
- 台中糖廠區段徵收區（原台糖台中糖廠）
  - 台中建國市場
  - 三井LaLaport台中（規劃中）
  - 台中帝國糖廠湖濱園區（整修中）

振興路
舊旱溪舊河支道
大智路
- 中華郵政台中建成郵局
- 國泰世華銀行東台中分行
- 台灣基督長老教會忠孝路教會

台中路
- 忠孝夜市
- 台中城隍廟
- 南區靈山寺
- 合作金庫銀行建成分行
- 臺中市南區國光國民小學

國光路
綠川
復興園道
- 國立公共資訊圖書館總館

五權南路
南平路
- 台中司法大廈（臺灣高等法院臺中分院、臺灣臺中高等行政法院）
- 臺中市立四育國民中學

美村路二段
- 彰化銀行台中分行

忠明南路（忠明園道）
- 工學北路樹義園道
- 臺中市南區和平國民小學

（往西接復興路一段）